# Moraleja de las Panaderas
Moraleja de las Panaderas és un municipi de la província de Valladolid a la comunitat autònoma espanyola de Castella i Lleó. Aquesta localitat està situada a mitjana distància entre Olmedo i Medina del Campo. Els pobles més pròxims amb el terme dels quals limita són: Pozal de Gallinas i Calabazas al nord; Gomeznarro i San Vicente del Palacio al sud; La Zarza a l'est; Medina del Campo a l'oest. Un poc més allunyats estan Ramiro i Ataquines cap al sud-est i Olmedo cap al nord-oest.
El terme de Moraleja de las Panaderas està situat entre dos paisatges castellans denominats com a Camps del Sud del Duero i Terra de Pinars. Abunden les taques de pinars que serveixen de primera matèria. L'agricultura és l'altre factor econòmic. Els boscos de pinars són de dos tipus: pi pinyer i pinassa. La proximitat amb Medina del Campo va ajudar que aquella mantingués en segles passats un apogeu que va perdre amb el temps.

## Demografia
| 1991 | 1996 | 2001 | 2004 | 2007 | 2010 |
| ---- | ---- | ---- | ---- | ---- | ---- |
| 19   | 29   | 38   | 34   | 48   | 41   |

## Topònim
Les recerques realitzades en diversos documents tant eclesiàstics com civils, apareix citada aquesta localitat amb les variants de Moraleia, Moralexa, Moraleja. José Moñino y Redondo, comte de Floridablanca la cita en el seu cens de 1787 com a Moralejas de las Panaderas. Fins avui només s'han trobat explicacións especulatives per explicar el topònim. Pel que fa a l'afegitó de las panaderas, encara que tampoc hi ha una explicació escrita, no és difícil relacionar l'apel·latiu amb una realitat històrica: és sabut que a les localitats properes a Medina del Campo existien gran quantitat de forns per elaborar el pa, producte que tenia una forta demanda des de Medina, sobretot durant els dies de fires. L'elaboració de pa era un ofici gairebé exclusivament femení.
Al territori espanyol existeixen les següents localitats que porten el topònim Moraleja:
- San Pablo de la Moraleja (més al sud de las Panaderas)
- Moraleja de Matacabras (a prop d'Arévalo)
- Moraleja de Cuéllar i Moraleja de Coca (província de Segòvia)
- Moraleja del Vino i Moraleja de Sayago (Zamora)
- Moraleja de Enmedio i La Moraleja, urbanització al municipi d'Alcobendas (Madrid)
- Moraleja (Càceres)